# Symplocos rizzinii
Symplocos rizzinii là một loài thực vật có hoa trong họ Dung. Loài này được Occhioni miêu tả khoa học đầu tiên năm 1975.